# Ił-22 (1947)
Ił-22 (ros. Ил-22) – doświadczalny, ciężki bombowiec produkcji ZSRR z okresu po II wojnie światowej, zaprojektowany w biurze konstrukcyjnym Siergieja Iljuszyna. Oznaczenie Ił-22 później w latach 70. nadano produkowanemu seryjnie powietrznemu punktowi dowodzenia.

## Historia
Pod koniec 1945 roku biuro doświadczalne Siergieja Iljuszyna otrzymało polecenie zbudowania doświadczalnego, ciężkiego bombowca z napędem odrzutowym. Według tych samych wymagań technicznych projekt swojego bombowca realizowało biuro konstrukcyjne Suchoja, wynikiem ich prac był samolot Su-10. Projekt Iljuszyna wzorowany był na konstrukcji niemieckiego bombowca Ar 234. Do napędu samolotu użyto pierwszych silników turboodrzutowych radzieckiej konstrukcji – TR-1 konstrukcji A. Lulki w podskrzydłowych gondolach. Prototyp oblatał w czerwcu 1947 roku pilot Władimir Kokkinaki. Oblot samolotu jak i późniejsze próby wykazały dobre własności pilotażowe samolotu. Jedynym mankamentem, którego nie udało się rozwiązać, były zbyt słabe i paliwożerne silniki o ciągu 1300 kG zamiast przewidywanego 1600 kG. Słabe silniki były przyczyną długiego rozbiegu przy starcie (1144 m), niewystarczający był także zasięg samolotu, jego udźwig, jak i prędkość maksymalna. Wymiana silników na nieco mocniejsze TR-1A, zastosowanie dodatkowych rakietowych silników startowych SR-2 odrzucanych po starcie, nie przyniosło oczekiwanych efektów. Samolotu nie zdecydowano się przekazać do badań państwowych i, po zbudowaniu jednego prototypu, dalsze prace zostały w 1948 roku wstrzymane. Mimo że samolot Ił-22 nie był dalej rozwijany, zdobyte doświadczenie zostało wykorzystane przy budowie bombowca frontowego Ił-28.

## Konstrukcja
Czterosilnikowy, wolnonośny bombowiec o napędzie odrzutowym w układzie górnopłatu. Konstrukcja całkowicie metalowa. Podwozie trójkołowe amortyzowane z przednim podparciem, chowane w locie do wnęk w kadłubie. Skrzydła o niewielkim wzniosie i obrysie trapezowym z krawędzią natarcia prostopadłą do kadłuba maszyny, wyposażone w klapy wyporowe i lotki (lewa posiadała klapkę wyważającą). Klasyczne usterzenie o obrysie trapezowym. Kabiny hermetyczne.
Uzbrojenie miał stanowić ładunek bomb w komorze bombowej o masie 2000 kg, a maksymalnie 3000 kg. Uzbrojenie obronne stanowiło jedno stałe działko NS-23 kal. 23 mm w prawej przedniej dolnej części kadłuba z zapasem amunicji 150 sztuk, obsługiwane przez pilota, dwa działka B-20-E kal. 20 mm w grzbietowej zdalnie sterowanej wieżyczce, z zapasem amunicji 800 sztuk, obsługiwane przez strzelca-radiotelegrafistę, oraz jedno działko NS-23 kal. 23 mm w ogonowym stanowisku Ił-KU-3, z zapasem amunicji 225 sztuk, obsługiwane przez strzelca ogonowego. Ogonowe stanowisko miało kąt ostrzału 70° w poziomie, 35° do góry i 30° w dół.

## Plany modelarskie
- Modelarz 12 2000